# 832-es főút (Magyarország)
A 832-es főút egy három számjegyű másodrendű főút Veszprém vármegye északi és Győr-Moson-Sopron vármegye délkeleti részén; a 83-as és a 82-es főutakat köti össze Pápa és Veszprémvarsány között.

## Nyomvonala
Pápa belterületétől nyugatra, a 83-as főút elkerülő szakaszán, a 26+300-as kilométerszelvénynél ágazik ki, északkelet felé. Ugyanitt ér véget a Kamondról érkező 8403-as mellékút szinte pontosan 32 kilométer után. 400 méter után éri el a város első házait, onnan tovább Somlai út néven halad, majd egy irányváltás után a neve Budai Nagy Antal utca lesz. Nagyjából 1,7 kilométer megtétele után egy körforgalomba ér, ahol kiágazik belőle a 8303-as út (települési nevén Veszprémi út), amely Nagytevelen keresztül Bébig tart. Igazából itt keresztezi a 83-as eredeti nyomvonalát, a Veszprémi út elnevezése ezt a tényt erősíti. A neve ettől kezdve Gyimóti út; 2,7 kilométer után lép ki a város belterületéről és 6 kilométer után lép Nagygyimót területére.
Ez utóbbi település központját kevéssel a 8. kilométere előtt éri el; a 9. kilométere körül keresztezi a Környe–Pápa-vasútvonalat, amelyet gyakorlatilag végig kerülget, majd beletorkollik a Zircről érkező 8301-es út, 37 kilométer megtétele után. Ezután Csót területére ér, ahol még a falu nyugati külterületén kiágazik belőle a 8306-os út, Lovászpatona és Tét felé. Áthalad a falun, majd annak keleti részén kiágazik belőle dél felé a Bébre vezető 83 123-as út. Bakonyszentiván a következő település, amelynek területét érinti az út, de itt csak külterületen halad: a falu belterületére (és a szomszédos zsákfaluba, Bakonyságra) az itt észak felé kiágazó 83 119-es út vezet.
A 20. kilométere körül ismét keresztezi a vasutat, majd Pápateszéren halad keresztül. A következő település Bakonytamási; ott, a falu keleti részén ismét keresztezi a vasutat és kiágazik belőle északnyugati irányban a 83 121-es út, Nagydém és Lovászpatona felé. Pár száz méterrel arrébb, de már Gic területén ágazik ki belőle északnak a 8309-es út, ami egészen Ménfőcsanakig húzódik Sokorópátkát és Tényőt feltárva; egyenes folytatása a 83 304-es út, a megszűnt Gic-Hathalom vasútállomás bejárati útja. Gic elhagyása után a már Győr-Moson-Sopron vármegyéhez tartozó Románd következik, a 30. kilométere környékén; ez az utolsó település, amelynek a belterületét is érinti. A faluközponti kereszteződésből észak felé kiinduló út a 83 108-as számozást viseli (ez a falu főutcájaként halad a belterület északi széléig, majd onnan tovább önkormányzati útként Bakonypéterdig, ahol annak lakott területét elhagyva a 82-es útba torkollik kevéssel annak 49. kilométere előtt), dél felé pedig a 83 107-es számú út indul (Bakonygyirót, Bakonyszentlászló és Bakonyszentkirály települések felé, ami szintén a 82-esbe torkollik annak 34+900 kilométerszelvényénél).
Veszprémvarsány külterületén a 832-es főút is a 82-esbe torkollva ér véget, annak 45+500 kilométerszelvényénél. Egyenes folytatása a 8218-as út, amely Kisbérrel, a 81-es főúttal köti össze ezt a részt mintegy 19 kilométer hosszan a Bakonyalján keresztül, ráadásul kilométer-számozása ellentétes irányba halad, azaz szintén itt ér véget.
Hossza, az országos közutak térképes nyilvántartását szolgáló kira.gov.hu adatbázisából nem állapítható meg teljes bizonyossággal, körülbelül 30-32 kilométer.

## Települések az út mentén
- Pápa
- Nagygyimót
- Csót
- (Bakonyszentiván)
- Pápateszér
- Bakonytamási
- Gic
- Románd
- (Veszprémvarsány)

## Története
2013. július 1. előtt négy számjegyű mellékút volt, 8302-es számozással; akkor minősítették át, az ország 11 másik útjával (köztük az ugyancsak Pápáról kiinduló, Sárvárig tartó, addig 8404-es jelű, azóta 834-es főútként számozódó úttal) együtt három számjegyű főúttá, az elektronikus útdíjrendszer bevezetésével egy időben.